# Juan Ignacio González
Juan Ignacio González Ibarra, noto semplicemente come Juan Ignacio González (Città del Messico, 8 luglio 1984), è un ex calciatore messicano, di ruolo difensore.

## Caratteristiche tecniche
È un difensore centrale.

## Carriera
Ha legato la maggior parte della sua carriera al León, club dove è approdato nel 2010 ed in cui ha collezionato oltre 300 presenze fra competizioni nazionali ed internazionali.